# Tamil (sprog)
Tamil (தமிழ்) er et dravidisk sprog, som hovedsageligt tales i den indiske delstat Tamil Nadu, i Sri Lankas nordlige og østlige provinser, samt dele af Singapore og Malaysia. Det er et af Singapores fire officielle sprog og er blandt et af de 22 regionalt anerkendte sprog i Indien.
Det tamilske alfabet har 12 vokaler og 18 konsonanter, men disse kan kombineres til sammensatte tegn, så alfabetet i alt indeholder 247 bogstaver.